# 岩戸遺跡
岩戸遺跡（いわといせき）は、大分県豊後大野市清川町臼尾にある後期旧石器時代の遺跡。1981年（昭和56年）3月31日に国の史跡に指定されている。

## 概要
大野川とその支流の奥岳川が合流する付近の台地にある遺跡である。
1967年（昭和42年）に東北大学の芹沢長介らによって行われた第1次発掘調査では、多数の石器とともに約2万4000年前〜2万年前と推定されるこけし型の岩偶が発見された。これは人体の形をした遺物としては日本最古のものであるとされる。
1979年（昭和54年）に行われた第2次発掘調査では、集積墓らしき遺跡が発見され、人間の右側上顎犬歯および切歯の細片4点や海産の貝殻片等が出土した。いずれも細片であるため、集積墓であると断定することは困難であるが、仮に集積墓であるとすれば、日本最古のものとなる。